# Prélature territoriale de Huautla
La prélature territoriale de Huautla (en latin : Praelatura Territorialis Huautlensis ; en espagnol : Prelatura territorial de Huautla) est une prélature territoriale de l'Église catholique au Mexique qui est suffragante de l'archidiocèse d'Antequera.

## Territoire

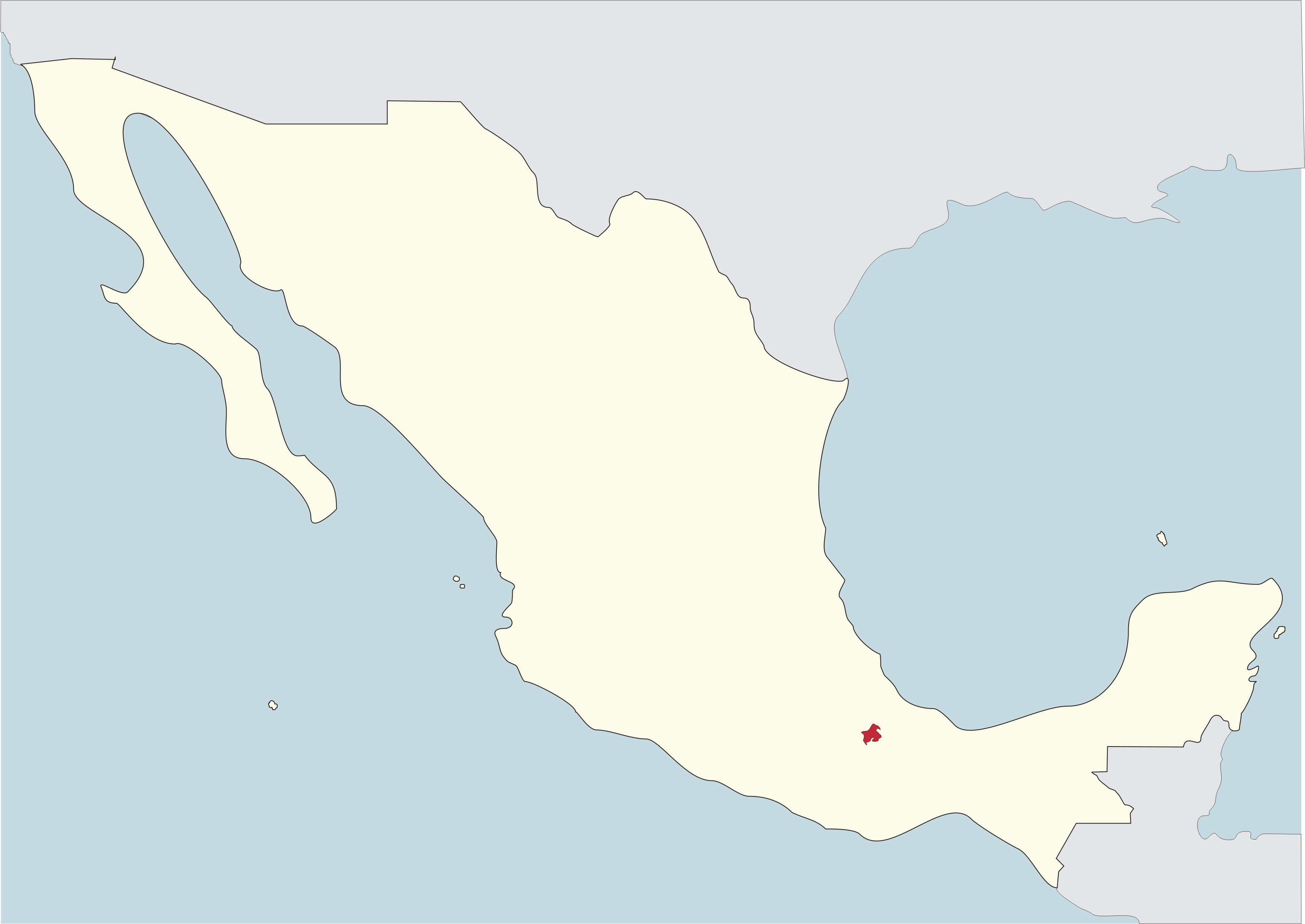
La prélature territoriale de Huautla en rouge sur la carte du Mexique

Il comprend une partie de l'État de Oaxaca ce qui correspond à un territoire d'une superficie de 1 284 km2 divisé en 10 paroisses.
Le siège épiscopal est dans la ville de Huautla de Jiménez où se trouve la cathédrale Saint-Jean-l'Évangéliste.

## Historique
La prélature territoriale est érigée le 8 octobre 1972 par la constitution apostolique Ad bonum animorum du pape Paul VI en prenant une partie du territoire de l'archidiocèse d'Antequera dont Huautla devient suffragante.

## Évêques
- Sede vacante (1972-1975)

- Hermenegildo Ramírez Sánchez, M.J (4 janvier 1975 - 15 octobre 2005)
- Héctor Luis Morales Sánchez (15 octobre 2005 - 7 janvier 2011), nommé évêque de Nezahualcóyotl
- José Armando Álvarez Cano (3 novembre 2011 - 11 mai 2019), nommé évêque de Tampico
- Guadalupe Antonio Ruíz Urquín, depuis le 27 juin 2020